# Republiek Genua
De Doorluchtige Republiek Genua was een onafhankelijke staat van 1005 tot 1797 in Ligurië op de noordwestelijke kust van Italië, evenals Corsica van 1347 tot 1768 en tal van andere gebieden in en rond de Middellandse Zee.
Het begon toen Genua een autonome gemeente werd binnen het Regnum Italicum en eindigde toen het werd veroverd door de Eerste Franse Republiek onder Napoleon I en vervangen door de Ligurische Republiek. Corsica was eerder al afgestaan in het Verdrag van Versailles van 1768. De Ligurische Republiek werd op haar beurt geannexeerd door het Eerste Franse Keizerrijk in 1805 en de restauratie werd kort afgekondigd in 1814 na de nederlaag van Napoleon, maar ze werd uiteindelijk geannexeerd door Piëmont-Sardinië in 1815.
Tegenwoordig is Genua de hoofdstad van Ligurië, een noordwestelijke regio van Italië. 

## Geschiedenis

### Ontstaan
Nadat de stad in de 10e eeuw opnieuw was opgebouwd na verwoesting door de Saracenen, keerden de inwoners zich meer richting zee en richtten zich meer op de handel. Aanvankelijk was de stad onderdeel van het Heilige Roomse Rijk, maar ze wist door de macht van haar grote vloot steeds meer autonomie af te dwingen. Door samen te werken met republiek Pisa wisten beide staten het westelijk Middellandse Zeegebied te heroveren op de Arabieren. Dit zorgde voor de Genuese heerschappij op Corsica en Sardinië. In de 11e eeuw werd Compagna Communis ("Gemeenschappelijke Compagnie") ingesteld, een handelsbondgenootschap van alle edelen van de in de nabijheid gelegen valleien. Daardoor was de republiek nu officieel een feit. De nieuwe republiek deed mee aan de Eerste Kruistocht, wat goed was voor de Genuese gemeenschap.

### Opkomst
In Genua lag de lokale macht bij de consuls die door de lokale elite zelf aangesteld werden. De Heilige Roomse keizers, die ook koningen van (Noord-)Italië waren in naam, bleven zich echter bemoeien met de Italiaanse zaken. Dit eindigde in 1176, wanneer de eerste Lombardische Liga, waarin Genua zich met andere Noord-Italiaanse steden had verenigd, de Heilige Roomse keizer Frederik I Barbarossa overwon in de Slag bij Legnano. Zo konden de Noord-Italiaanse steden zich definitief loswrikken van het Heilige Roomse Rijk.

### Hoogtepunt van de macht

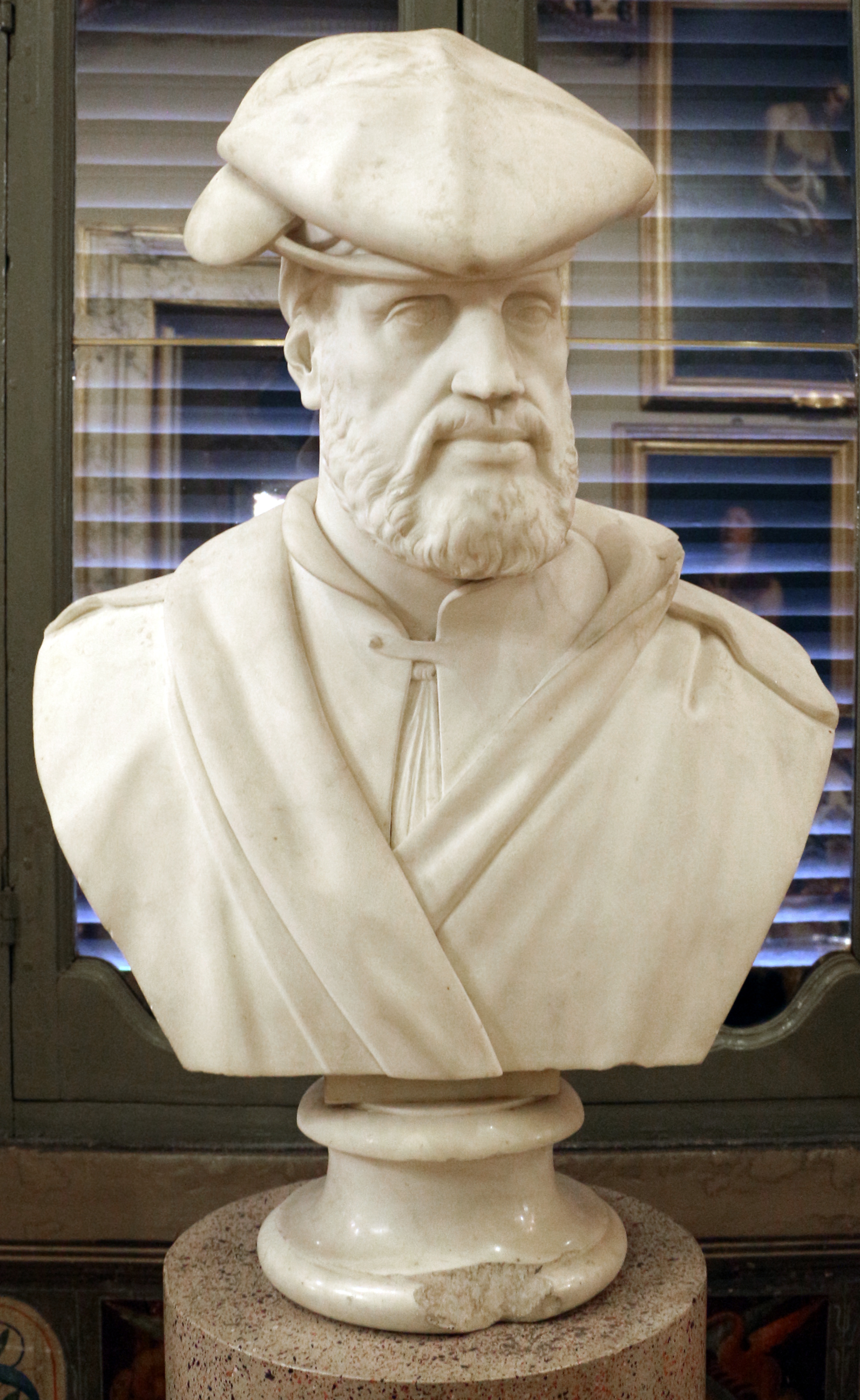
Buste van admiraal Andrea Doria

Genua had echter grote concurrentie van de andere stadstaten. Eerst was vooral Pisa een belangrijke concurrent. Deze werd verslagen bij de zeeslag bij Meloria in 1284, wat resulteerde in de ondergang van die stad. Hierdoor kreeg Genua ook het eiland Corsica in bezit, wat zo zou blijven tot 1768. Door het Verdrag van Nymphaeum (1261) kreeg Genua de toegang om handel te drijven in de Zwarte Zee ten koste van Venetië. Hierdoor was de republiek op het toppunt van haar macht. Bij het eiland Korčula werd in 1298 de Venetiaanse vloot verslagen, waardoor de heerschappij op zee zeventig jaar volledig in handen van Genua lag.

### Neergang
In de 15e eeuw ging het slecht met de stad: ze werd geteisterd door de pest en grote mogendheden bezetten de stad. In 1528 volgde een opleving van een eeuw na bevrijding door Andrea Doria. In de zeventiende en vooral de achttiende eeuw ging het steeds minder goed met de stad. Zo was er van de overzeese handelsposten en bezittingen alleen nog het eiland Corsica over. De Corsicaanse bevolking kwam echter in opstand in 1730, wat leidde tot de oprichting van het koninkrijk Corsica met Theodor von Neuhoff als koning. Hij werd na acht maanden alweer verjaagd en Genua wist ondanks steun uit Frankrijk en Oostenrijk alleen de controle te krijgen over Bastia, San Fiurenzu, Calvi en Bonifacio, door opstandige groepen met Giacinto Paoli als leider. Onder deze druk verkocht Genua het eiland aan Frankrijk in mei 1768.
In 1797 werd de republiek omgevormd tot de Ligurische Republiek als poging de onafhankelijkheid te behouden. Het werd echter een vazalstaat van Frankrijk onder leiding van Napoleon, die ook het staatshoofd mocht benoemen en een nieuwe grondwet invoerde. In 1805 werd ook deze republiek opgeheven en het gebied geannexeerd door Frankrijk. Na de val van Napoleon werd de voormalige Republiek Genua toegevoegd aan Piëmont-Sardinië met hoofdstad Turijn.

## Veroverde gebieden

Genuese bezittingen in Griekenland en Cyprus omstreeks 1450 in het geel.

De republiek Genua heeft deze gebieden veroverd en sommige, zoals Monaco, gesticht:
- De stad Genua en de kustomgeving.
- Het eiland Corsica, van: 1300-1769.
- De Italiaanse eilanden:
  - Sardinië, van: 1016-1353.
  - Gorgona
  - Capraia Isola, van: 1430-1767.
- de fortificatie Monaco, van 1228-1297.
- De nederzettingen op de Krim:
  - Jalta, van: 1365-1434.
  - Feodosija, van: 1261-1475.
  - Cembalo, van: 1365-1434.
  - Soedak, van: 1261-1475.
- De Griekse eilanden:
  - Chios, van: 1261-1566.
  - Ikaria
  - Imbros
  - Lemnos of Limnos
  - Lesbos
  - Rodos, van: 1261-1306.
  - Samothrake
  - Thásos
  - Tilos
- De Turkse steden:
  - Galata
  - Sinope, van: 1261-1461.
  - Samsun, van: 1261-1461.
  - Trabzon, van: 1261-1461.
- De Oekraïense steden:
  - Moncastro
  - Tana
- De Marokkaanse steden:
  - Salé, van: 1162-1260.
  - Safi, van: 1253.
- Het Tunesische eiland Tabarka